# امرزهاوسن
امرزهاوسن (به آلمانی: Emmerzhausen) یک شهر در آلمان است که در راینلاند-فالتس واقع شده‌است.

## خصوصیات
امرزهاوسن ۷۴۰ نفر جمعیت دارد.